# The Other Boleyn Girl
The Other Boleyn Girl (bra: A Outra; prt: Duas Irmãs, um Rei) é filme de drama romântico de 2008. O roteiro de Peter Morgan foi adaptado do livro A Irmã de Ana Bolena, escrito por Philippa Gregory de 2001. Tem no seu elenco Natalie Portman, Scarlett Johansson e Eric Bana. O filme foi dirigido por Justin Chadwick. É um relato fictício das vidas das aristocratas do século XVI, Maria Bolena, amante do rei Henrique VIII e sua irmã Ana Bolena, que se tornou a segunda esposa malograda do monarca, apesar de muita história ser distorcida.
Grande parte das filmagens ocorreu em Kent, na Inglaterra, embora o Castelo de Hever não tenha sido usado, apesar de ser o lar original de Tomás Bolena e sua família de 1505 a 1539. O Baron's Hall, no Penshurst Place, contou com o Castelo de Dover, que representou a Torre de Londres no filme, e a Knole House, em Sevenoaks, foi usada em várias cenas. A casa da família Bolena foi representada pelo Great Chalfield Manor em Wiltshire, e outras cenas foram filmadas em locais em Derbyshire, incluindo Cave Dale, Haddon Hall, Dovedale e North Lees Hall perto de Hathersage.
O Castelo de Dover foi transformado na Torre de Londres para as cenas de execução de Jorge e Ana Bolena. Knole House foi o cenário de muitas das cenas noturnas de Londres do filme e o pátio interno dobra para a entrada do Whitehall Palace, onde as grandes chegadas e partidas foram encenadas. Os Jardins Tudor e o Salão do Barão em Penshurst Place foram transformados nos interiores do Palácio Whitehall, incluindo as cenas da festa extravagante de Henrique.
O estúdio de produção BBC Films também detém os direitos para adaptar a sequência do romance, A Herança de Ana Bolena, que conta a história de Ana de Cleves, Catarina Howard e Joana Bolena, Viscondessa de Rochford.

## Sinopse
Baseado em uma história real, o filme mostra duas irmãs, Ana (Natalie Portman) e Maria (Scarlett Johansson) Bolena que, conduzidas pela ambição da família e na busca pelo poder e status, se envolvem em um jogo, onde o amor e a atenção do Rei da Inglaterra são o objetivo. Jogadas na perigosa vida da corte, o que era para ser uma tentativa de ajuda à família, transforma-se em cruel rivalidade entre irmãs. A primeira que consegue a atenção do rei Henrique VIII, Maria, engravida, todavia o filho não é do rei Henrique VIII (o filme optou por omitir esta informação). Tempos depois,a família Bolena traz de volta Ana, que estava na França como dama de companhia da Rainha e ela conquista o rei, até o seu final trágico.

## Elenco principal
- Natalie Portman como Ana Bolena. Portman foi atraída para o papel porque era um personagem que ela "não tinha feito antes", e descreve Ana como "forte, mas ela pode ser vulnerável e ela é ambiciosa e calculista e vai pisar nas pessoas, mas também sente remorso por isso". Um mês antes do início das filmagens, Portman começou a ter aulas diárias para dominar o sotaque inglês sob o comando de Jill McCulloch, que também permaneceu no set durante as filmagens.[8] Este foi seu segundo filme a usar seu sotaque inglês após V for Vendetta. Keira Knightley estava cotada para viver Ana Bolena, mas desistiu do papel, que ficou com Natalie Portman.[9]
- Scarlett Johansson como Maria Bolena. Johansson expressou preocupação com o fato de o filme ser "um conto tão melodramático". Em resposta aos críticos que duvidam do filme apresentando atrizes americanas como grandes personagens britânicas, Johansson disse: "Os três atores estrangeiros estarão usando sotaques ingleses. Vou tirar as sobrancelhas e a maquiagem e você não notará que sou americana".[10] Jessica Biel e Emma Bell fizeram testes para Maria Bolena.[9]
- Eric Bana como Henrique VIII de Inglaterra. Bana comentou que ficou surpreso ao receber o papel, e descreve o personagem Henrique como "um homem que era um pouco juvenil e movido pela paixão e ganância", e que interpretou o personagem como "esse homem que estava envolvido em uma incrivelmente intrincada, situação complicada, em grande parte através do seu próprio fazer".[11] Em preparação para o papel, Bana se baseou principalmente no roteiro para criar sua própria versão do personagem, e ele "deliberadamente se afastou" de outros retratos de Henrique em filmes porque achou "muito confuso e restrito".[12]
- Jim Sturgess como Jorge Bolena. Embora os três irmãos sejam todos muito unidos, Jorge e Ana estão mais próximos. Jorge apóia e ama Ana por sua atitude rebelde e não convencional. Ele é forçado a se casar com Joana Bolena. Jorge é frequentemente visto como o mais vulnerável e provavelmente o mais amável dos irmãos.
- Kristin Scott Thomas como Isabel Bolena, Condessa de Wiltshire e Ormonde
- Mark Rylance como Tomás Bolena, 1.º Conde de Wiltshire
- David Morrissey como Tomás Howard, 3.º Duque de Norfolk
- Benedict Cumberbatch como William Carey
- Oliver Coleman como Henry Percy, 6.º Conde de Northumberland
- Ana Torrent como Catarina de Aragão
- Eddie Redmayne como William Stafford
- Juno Temple como Joana Bolena, Viscondessa de Rochford
- Iain Mitchell como Thomas Cromwell
- Andrew Garfield como Francis Weston
- Corinne Galloway como Joana Seymour
- Constance Stride como Maria I da Inglaterra
- Maisie Smith como Isabel I de Inglaterra
- Alfie Allen como mensageiro do rei

## Precisão histórica
A historiadora Alex von Tunzelmann criticou The Other Boleyn Girl por sua interpretação da família Bolena e Henrique VIII, citando erros factuais. Ela declarou: "Na vida real, quando Maria Bolena começou seu caso com Henrique, ela já havia desfrutado de uma ligação apaixonada com seu grande rival, o rei Francisco I de França. O retrato da menina Bolena como uma donzela tímida e corada dificilmente poderia estar mais longe da verdade". Ela ainda criticou a representação de Ana como uma "megera manipuladora" e Henrique como "nada mais do que um viciado em sexo crédulo em ombreiras excêntricas". O filme apresenta outras imprecisões históricas, como a declaração de um personagem que, ao se casar com Henry Percy, Ana Bolena se tornaria Duquesa de Northumberland, um título que só foi criado no reinado do filho de Henrique, Eduardo VI de Inglaterra. Além disso, coloca o tempo de Ana na corte francesa depois de seu envolvimento com Percy, algo que ocorreu antes do caso. Além disso, Ana foi retratada imprecisamente como a irmã mais velha do filme, na vida real ela era a irmã mais nova de Mary. No filme, Tomás Bolena afirmou que Ana esteve na França por alguns meses. Na vida real Ana esteve na França por 7 anos.

## Lançamento
O filme foi lançado pela primeira vez nos cinemas em 29 de fevereiro de 2008, apesar de sua estreia mundial ter sido realizada no Festival Internacional de Cinema de Berlim, de 7 a 17 de fevereiro de 2008. O filme ganhou US$9.442.224 no Reino Unido. e US$26.814.957 nos Estados Unidos e no Canadá. A arrecadação total do filme foi de US$75.598.644, mais que o dobro do orçamento de US$35 milhões do filme.
O filme recebeu críticas mistas. Rotten Tomatoes informou que 42% dos críticos deram ao filme críticas positivas, com base em 140 avaliações. O consenso geral do site é: "Apesar de apresentar alguns momentos extravagantes e divertidos, The Other Boleyn Girl parece mais uma soap opera do que um drama histórico". Metacritic relatou que o filme teve uma pontuação média de 50 em 100, com base em 34 avaliações.